# Stolperdraht

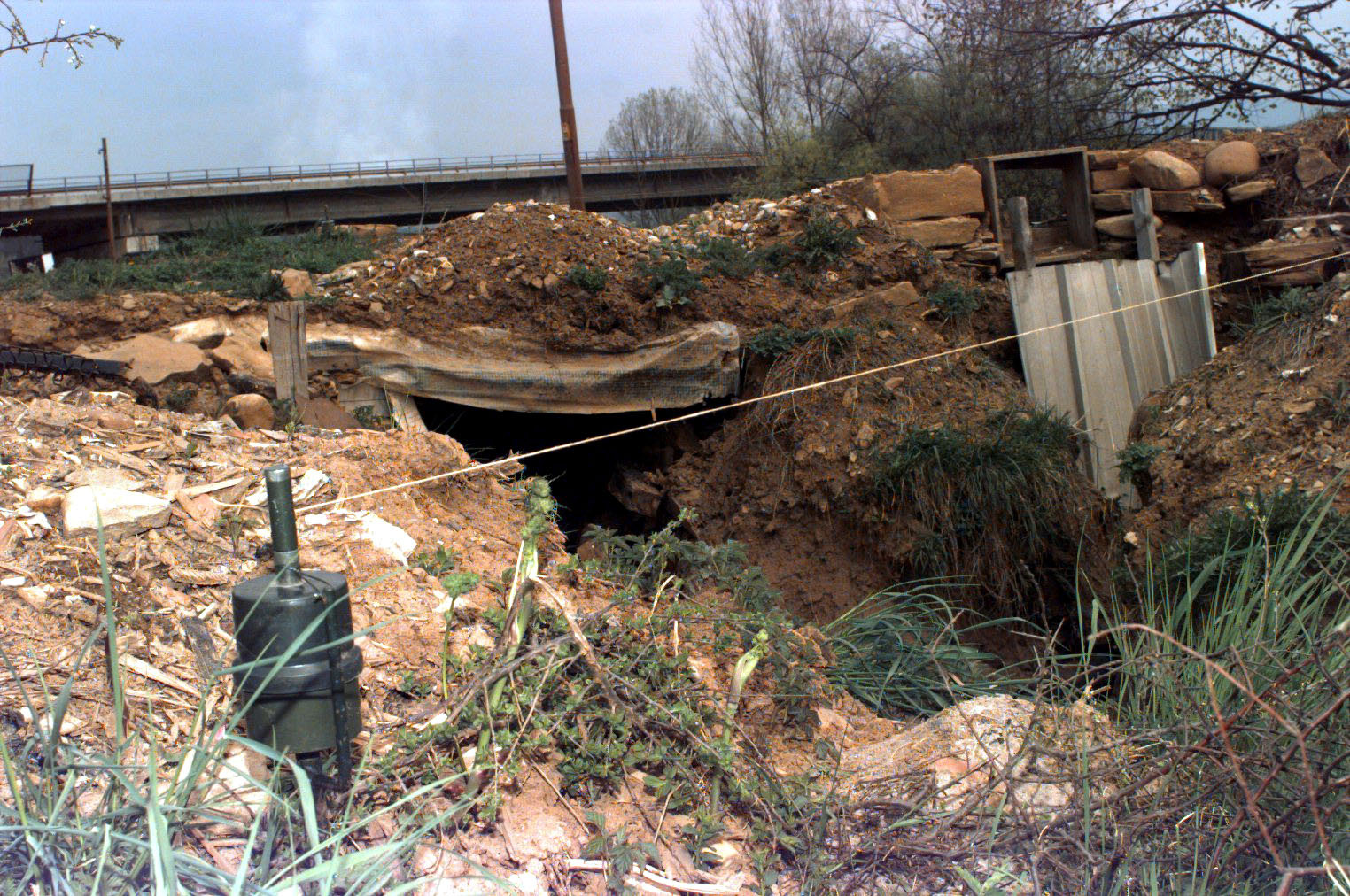
Jugoslawische PMR-U-Mine mit ungewöhnlich gut erkennbarem Stolperdraht

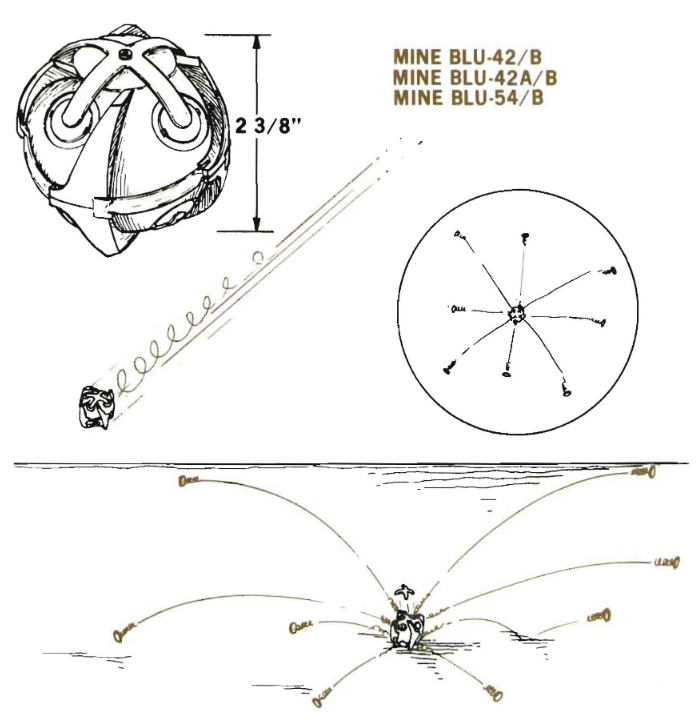
Stolperdrähte bei einer BLU-42/54 Streumine

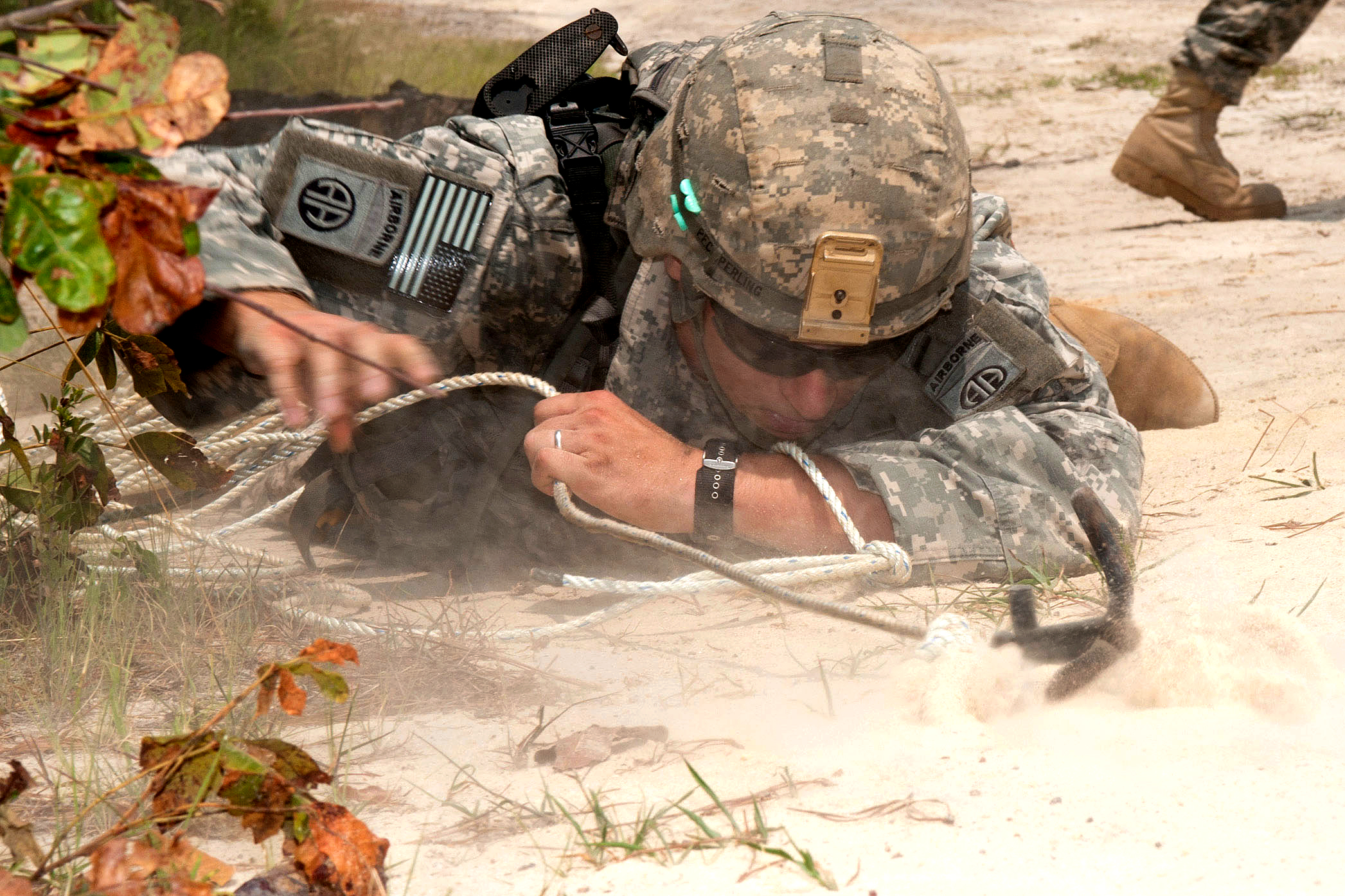
Soldat bei Übung mit Enterdregge

Ein Stolperdraht (auch Auslösedraht oder Spanndraht) ist ein Auslösemechanismus von Landminen, Sprengfallen bzw. unkonventionellen Spreng- und Brandvorrichtungen.

## Eigenschaften und Verwendung
In der Regel wird der Stolperdraht wenige Zentimeter über dem Boden verlegt, so dass ein Opfer beim Laufen an diesem mit dem Fuß hängen bleibt und ihn so mit sich zieht. Je nach dem Wirkungsradius der Mine können die Stolperdrähte bis zu 30 m lang sein. Der Draht kann aus lackiertem Metall oder Kunststoff (z. B. Angelschnur) bestehen und ist mit dem Auge nur schwer auszumachen. Bei manuell verlegten Minen wird der Stolperdraht oft so verlegt, dass er quer über einen Pfad oder Einfahrt gespannt ist. Das lose Ende wird dabei entweder an einen bestehenden Gegenstand oder an einen dazu in den Boden geschlagenen Stock befestigt; manchmal werden zwei Minen mit einem Stolperdraht verbunden. Bei konventionellen Minen wird noch zusätzlich eine Zugfeder verwendet und der Zünder ist so eingestellt, dass ein Durchschneiden des Stolperdrahts ebenfalls zum Auslösen des Zünders führt. An eine Mine können auch mehrere Stolperdrähte befestigt sein, was die Möglichkeit einer Auslösung durch größere Abdeckung des Gebiets erhöht.
Einige Streuminen, z. B. Wide-Area Anti-Personnel Mine oder FASCAM-Antipersonenminen, nutzen ebenfalls Stolperdrähte zur Auslösung. Nach dem Aufprall auf den Boden werden die Stolperdrähte aus dem Minenkörper mehrere Meter weit ausgestoßen. Da hier die freien Enden nicht an einem Gegenstand angebunden werden können, sind sie mit kleinen Gewichten versehen.

## Gegenmaßnahmen
Als Gegenmaßnahme werden Enterdreggen geworfen, damit diese an den Stolperdrähten ziehen und so die Sprengvorrichtungen auslösen. Zum Auffinden von Stolperdrähten, ohne die Minen auszulösen, wurden verschiedene Methoden entwickelt. Zum einen werden Stöcke mit einer gut sichtbaren, bis zum Boden reichenden Schnur am Ende, ähnlich einer Angelrute, verwendet. Der Stock wird von der Person beim langsamen Voranschreiten nach vorne gehalten; stößt die Schnur an ein Hindernis, ist dieses für die tragende Person erkennbar und spürbar. Auch Toilettenpapier kann geworfen oder Luftschlangenspray versprüht werden. Fallen Toilettenpapier bzw. Luftschlangen glatt auf den Boden, so sind keine Stolperdrähte präsent. Diese Suchmethoden sind aber nicht ohne Risiko; in manchen Fällen kann schon das geringe Gewicht solcher Dinge die Explosion auslösen. Auch eignen sich diese Maßnahmen eher für Innenräume. Im Freien werden Stolperdrähte oft von Vegetation und Laub verdeckt, so dass sie so nicht aufgespürt werden können.